# Chuquicamata
Chuquicamata, eller "Chuqui" som det bedre kendes under, er verdens største kobber dagbrud målt i udgravet volumen, og ligger i det nordlige Chile, 215 kilometer nordøst for Antofagasta og 1.240 kilometer nord for Chiles hovedstad Santiago de Chile. Minen ejes og drives af det chilenske statsejede mineselskab Codelco, siden Chiles nationalisering af kobber i de sene 1960'ere og tidlige 1970'ere. Dens dybde på 850 meter gør den til verdens næstdybeste dagbrud i verden, efter Bingham Canyon Mine i Utah i USA.